# Tauno Mäki
Tauno Vilhelmi Mäki (* 6. Dezember 1912 in Karinainen; † 7. Oktober 1983 in Helsinki) war ein finnischer Sportschütze.

## Erfolge
Tauno Mäki nahm an den Olympischen Spielen 1952 in Helsinki teil, bei denen er in der Disziplin Laufender Hirsch antrat. Er erzielte 407 Punkte, womit er den dritten Rang hinter John Larsen und Olof Sköldberg belegte und damit die Bronzemedaille gewann. Im selben Jahr sicherte er sich bei den Weltmeisterschaften in Oslo mit der Mannschaft im Einzelschuss Bronze und im Doppelschuss Silber.